# Dendromus leucostomus
Dendromus leucostomus (Monard, 1933) è un roditore della famiglia dei Nesomiidi endemico dell'Angola.

## Descrizione

### Dimensioni
Roditore di piccole dimensioni, con la lunghezza della testa e del corpo tra 47 e 69 mm, la lunghezza della coda tra 57 e 80 mm, la lunghezza del piede tra 16,5 e 18 mm, la lunghezza delle orecchie tra 14 e 15 mm.

### Aspetto
Le parti dorsali sono brunastre con le punte dei peli nerastre, mentre le parti ventrali sono bianco-giallastre con la base dei peli grigia. Il muso, le guance, la gola e le zampe sono bianche. Non è presente nessuna striscia dorsale scura. Le orecchie sono grandi. La coda è più lunga della testa e del corpo, è chiara e rivestita da 25-26 anelli di scaglie per centimetro. 

## Distribuzione e habitat
Questa specie è conosciuta soltanto nella località di Caluquembe, nella parte sud-occidentale dell'Angola.

## Tassonomia
Diversi autori considerano D.leucostomus come sottospecie di D.melanotis.

## Conservazione
Questa specie è considerata dalla IUCN una sottospecie di D.melanotis.